# Viașu, Mehedinți
Viașu este un sat în comuna Pătulele din județul Mehedinți, Oltenia, România.